# 瀬間詠里花
瀬間 詠里花（せま えりか、1988年11月24日 - ）は、東京都小平市出身の女子プロテニス選手である。Club MASA所属。父親がフランス人で母親が日本人のハーフ。姉・友里加もプロテニス選手である。

## 来歴
7歳でテニスを始め、藤村女子中学校1年のとき姉・友里加と組んで全国大会ダブルスで準優勝。3年でシングルス3位、ダブルスでは優勝を果たす。
学芸館高在学中の2005年に全日本ジュニア選手権シングルス優勝。11月にプロ転向。
2006年10月、レプロエンタテインメントが主催した「レプロガールズオーディション2006」で審査員特別賞を受賞。
2007年に東京有明国際女子オープンシングルスで優勝。全日本テニス選手権では2010年の混合ダブルスで優勝。2011年のシングルスで準優勝している。
2011年全豪オープンから4大大会の予選に挑戦を始めたがまた突破したことはない。
2011年9月の東レ パン・パシフィック・オープン・テニストーナメントで予選を勝ち上がりWTAツアー初の本戦に出場した。1回戦でマリア・キリレンコに 1-6, 0-6 で敗れた。
2012年7月のバンク・オブ・ウエスト・クラシックで予選を勝ち上がり1回戦でアレクサ・グラッチを 6-2, 6-3 で破りWTAツアー大会の初勝利を挙げた。2回戦でドミニカ・チブルコバに 1-6, 3-6 で敗れた。
選手活動の傍ら、ViViアスリートモデルとしても活躍している。